# On the Bowery
Pour plus de détails, voir Fiche technique et Distribution.
On the Bowery est un film américain (docufiction) réalisé par Lionel Rogosin, sorti en 1956.

## Synopsis
Ce documentaire explore la vie des laissés-pour-compte vivant dans le quartier de la Bowery au sud de Manhattan.

## Fiche technique
- Titre français : On the Bowery
- Réalisation : Lionel Rogosin
- Pays d'origine : États-Unis
- Format : Noir et blanc - 35 mm - Mono
- Genre : docufiction
- Durée : 65 minutes
- Date de sortie : 1956

## Distribution
- Ray Salyer : lui-même
- Gorman Hendricks : lui-même
- Frank Matthews : lui-même

## Distinction
- 1956 : Prix du meilleur court métrage au Festival de Venise[2].